# Vitez (kommun)
Vitez är en kommun i Bosnien och Hercegovina.   Den ligger i entiteten Federationen Bosnien och Hercegovina, i den centrala delen av landet, 60 km nordväst om huvudstaden Sarajevo.